# Kantongerecht Sneek
Het Kantongerecht van Sneek was gevestigd aan de Marktstraat in Sneek. De laatste zitting in Sneek vond plaats op 27 maart 2013. Tegenwoordig is in het gebouw een horecagelegenheid gevestigd.

## Historie
De rechtbank van Sneek werd in 1811 door het Frans bestuur gesticht. De eerste zittingen vonden plaats in het oostelijke koor van de Grote of Martinikerk. Hierna werd op het stadhuis rechtgesproken. In 1839 volgde een verhuizing naar een nieuw gebouw aan de Marktstraat, mede door de invoering van de Wet op de rechterlijke organisatie (1827). In Friesland kwamen toen drie arrondissementsrechtbanken (de rechtbank Leeuwarden, de rechtbank Sneek en de rechtbank Heerenveen) met daarboven een provinciaal gerechtshof in Leeuwarden.
In 1966 werd de eerste vrouwelijke kantonrechter van Nederland benoemd te Sneek.

## Justitiegebouw
Het gebouw aan de Marktstraat is in 1838 gebouwd naar ontwerp in empirestijl van de Sneker stadsarchitect P.J. Rollema. Het schilderen van het exterieur werd in december 1839 aanbesteed.
De hardstenen classicistische voorgevel is voorzien van Korinthische voluten. Boven de ingang is een motto aangebracht, dat is ontleend aan Domitius Ulpianus: IUS SUUM CUIQUE (ieder zijn recht).
Het gebouw kent een entree met een lange gang, die tot achter het gebouw leidt. Aan de rechterkant van deze gang waren twee vertrekken, die werden gebruikt als spreekkamer en dienstruimte. Geheel achterin bevindt zich de rechtszaal; hiernaast was het woonvertrek van de huisbewaarder. Op de bovenverdieping was de Audiëntie-zaal met een kleine publieke tribune die via een trap te bereiken was. Daarachter lag de griffie. De zittingszaal is fraai vormgegeven met in stucwerk uitgevoerde elementen die aan de rechtspraak zijn ontleend. Het gebouw is in 1968 aangewezen als rijksmonument. Achter het gebouw bevindt zich de voormalige Cellulaire Gevangenis van Sneek.